# جانگ وو هیوک
جانگ وو هیوک (انگلیسی: Jang Woo-hyuk؛ زادهٔ ۸ مهٔ ۱۹۷۸) موسیقی‌دان اهل کره جنوبی است. وی از سال ۱۹۹۶ میلادی تاکنون مشغول فعالیت بوده‌است.